# 圣樊尚德蒂罗斯
圣樊尚德蒂罗斯（法語：Saint-Vincent-de-Tyrosse，法語發音：[sɛ̃ vɛ̃sɑ̃ də tiʁɔs]）是法国朗德省的一个市镇，属于达克斯区。

## 历史
在西班牙佛朗哥政权时期，圣樊尚德蒂罗斯曾为收纳西班牙难民的主要市镇之一。

## 地理
圣樊尚德蒂罗斯（43°39'40"N, 1°18'15"W）面积20.98 平方千米，位于法国新阿基坦大区朗德省，该省份为法国西南部沿海省份，是法國本土面积第二大的省，北起吉倫特省，西临大西洋，南至大西洋比利牛斯省，东临热尔省，东北与洛特-加龍省接壤。
与圣樊尚德蒂罗斯接壤的市镇（或旧市镇、城区）包括：昂格雷斯、贝内斯马雷讷、若斯、圣茹尔德马雷讷、圣让德马萨克、索比永、索布里格、托斯。
圣樊尚德蒂罗斯的时区为UTC+01:00、UTC+02:00（夏令时）。

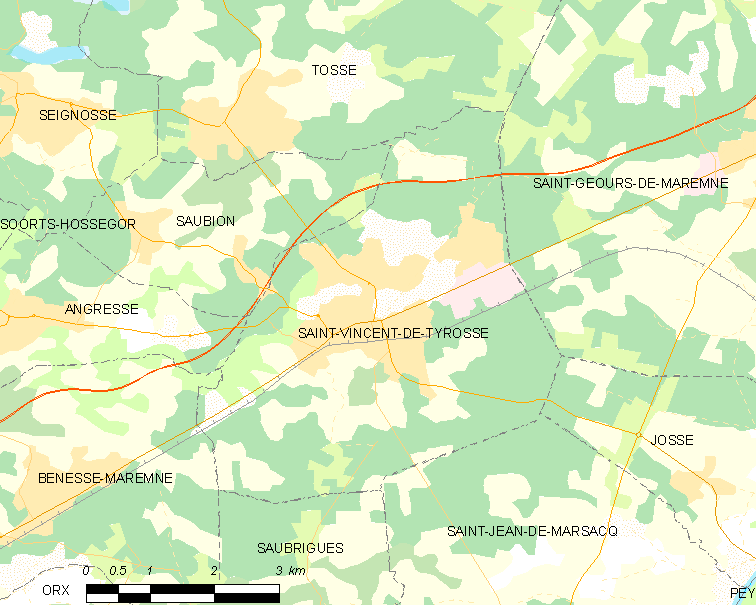
圣樊尚德蒂罗斯的OSM定位图

## 行政
圣樊尚德蒂罗斯的邮政编码为40230，INSEE市镇编码为40284。

## 政治
圣樊尚德蒂罗斯所属的省级选区为蒂罗斯地区县。

## 交通
圣樊尚德蒂罗斯站停靠往返于波尔多和巴约讷之间的区域列车。

## 人口

1962-2008年间圣樊尚德蒂罗斯人口变化图示

圣樊尚德蒂罗斯于2022年1月1日时的人口数量为8051人。

## 友好城市
- 西班牙 林孔德索托